# Willem Albarda (politiker)
Johan Willem Albarda, född den 5 juni 1877, död den 19 april 1957, var en nederländsk politiker.

## Biografi
Albarda var ursprungligen ingenjör och chef för den kommunala arbetsförmedlingen i Amsterdam 1911–1913. År 1899 inträdde han i socialdemokratiska arbetarepartiet och invaldes 1913 i andra kammaren, som han sedan tillhörde till krigsutbrottet 1939, från 1925 som socialdemokratisk gruppledare. År 1930 blev Albarda ledamot av verkställande utskottet i Socialistiska arbetarinternationalens byrå i Bryssel och var i maj-augusti 1939 socialistiska internationalens president efter Louis De Brouckère. Augusti 1939–februari 1945 var Albarda Nederländernas minister för allmänna arbeten, från juni 1940 i London under regeringens exil.